# Staufenstraße 27 (Mönchengladbach)

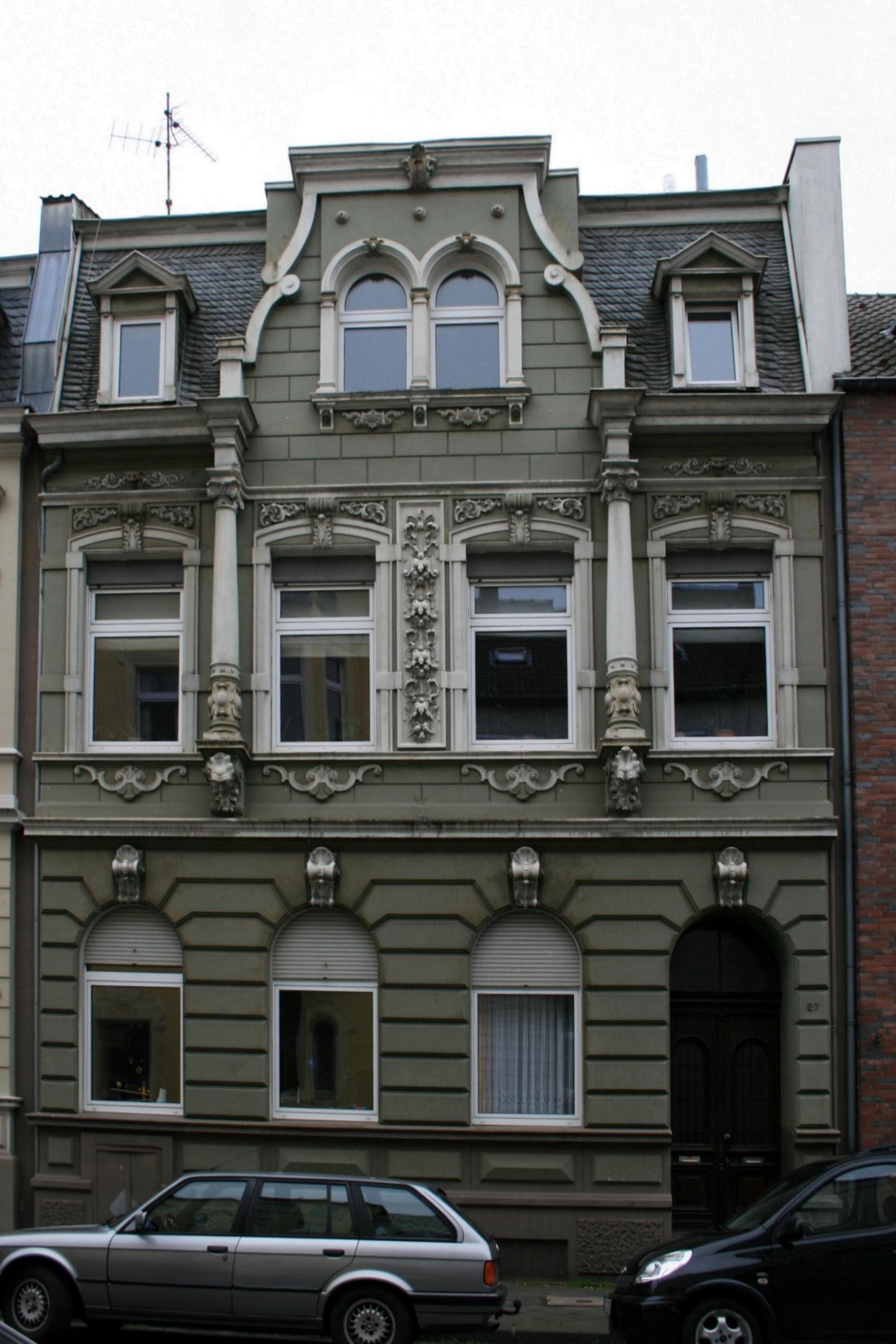
Wohnhaus (2010)

Das Wohnhaus Staufenstraße 27 steht in Mönchengladbach (Nordrhein-Westfalen).
Das Gebäude wurde 1898 erbaut und unter Nr. St 037 am 10. September 1996 in die Denkmalliste der Stadt Mönchengladbach eingetragen.

## Lage
Die Staufenstraße liegt im nördlichen Stadterweiterungsgebiet. Hier liegt das Gebäude auf der südlichen Straßenseite. Das Objekt ist eingebunden in eine geschlossene Gruppe sieben zeitgleicher Wohnhäuser. 

## Architektur
Ein zweieinhalbgeschossiger Putzbau von vier Achsen mit modifiziertem Satteldach. Die Unterschutzstellung erfolgt aus städtebaulichen und architekturhistorischen Gründen.